# Poskus atentata na Ronalda Reagana
30. marca 1981 je Ronalda Reagana, takratnega predsednika Združenih držav Amerike, ustrelil in huje ranil John Hinckley ml. v Washingtonu, D.C., ko se je Reagan vračal v svojo limuzino po govoru v hotelu Washington Hilton. Hinckley je verjel, da bo z atentatom pritegnil pozornost filmske igralke Jodie Foster, s katero je bil ljubezensko obseden, po tem, ko jo je videl v filmu Taksist iz leta 1976.
Reagana je huje poškodovala revolverska krogla, ki se je odbila od boka predsedniške limuzine in ga zadela v levo stran pazduho, zlomila rebro, prebodla pljuča in povzročila resno notranjo krvavitev. Ob prihodu v univerzitetno bolnišnico George Washington je bil v življenjski nevarnosti, vendar so ga rešili na urgenci; nato je prestal nujno operacijo. Ozdravel je in bil 11. aprila izpuščen iz bolnišnice. Uradnega sklicevanja na 3. ali 4. razdelek 25. amandmaja ustave (glede podpredsednika, ki prevzame predsednikove pristojnosti in dolžnosti) ni bilo, čeprav je državni sekretar Alexander Haig izjavil, da je "imel nadzor" v Beli hiši, dokler se podpredsednik George H. W. Bush ni vrnil v Washington iz Fort Wortha v Teksasu. Haig je bil četrti v nasledstveni vrsti za Bushem, predsednikom predstavniškega doma Tipom O'Neillom in začasnim predsednikom senata Stromom Thurmondom.
V poskusu atentata so bili poškodovani tudi tiskovni sekretar Bele hiše James Brady, agent tajne službe Tim McCarthy in policist Thomas Delahanty. Vsi trije so preživeli, Brady pa je utrpel poškodbe možganov in je do konca življenja ostal invalid. Njegova smrt leta 2014 je veljala za umor, ker jo je nazadnje povzročila njegova poškodba.
Hinckley je bil na sodišču spoznan za nedolžnega zaradi neprištevnosti po obtožbah poskusa atentata na predsednika. Ostal je zaprt v psihiatrični bolnišnici Svete Elizabete v Washingtonu, D.C. Januarja 2015 so zvezni tožilci sporočili, da Hinckleyja ne bodo obtožili Bradyjeve smrti, kljub temu, da je preiskovalni zdravnik njegovo smrt označil za umor. Hinckley je bil 10. septembra 2016 odpuščen iz institucionalne psihiatrične oskrbe, vendar je imel še nekaj omejitev, ki so trajale do junija 2022.